# OneSubsea
A OneSubSea nevű olaj- és gázipari szolgáltatásokat nyújtó vegyes vállalatot a Schlumberger és a Cameron International hozta létre. Mindkét vállalat vezető pozícióban van a maga területén, évtizedek alatt megszerzett értékes tapasztalataikat egyesítették, létrehozva a OneSubsea-t 2013-ban. A vállalat fő célja , hogy olyan integrált technológiákat, szolgáltatásokat és rendszereket  dolgozzanak ki, amelyek lehetőséget biztosítanak a hatékony és biztonságos mélytengeri kitermelésre. A Schlumberger azzal járul hozzá a közös vállalat sikeréhez, hogy megosztja az olajtartó kőzetek elemzésében szerzett szakértelmét, a Cameron pedig a feltárásban és kitermelésben szerzett tapasztalatát biztosítja. Az eddig feltáratlan olaj és gázmezők jelentős része offshore helyezkedik el, a nagy energiaipari vállalatok jelentős összegeket fektetnek be, hogy ezeket feltárják, ami hatalmas lehetőséget teremt a OneSubsea előtt is.
A OneSubsea székhelye az amerikai egyesült államokbeli Houstonban, Texas államban található, a vezérigazgató  pedig Scott Rowe (korábbi vezérigazgató John Carne). A vállalatnak több, mint 6000 alkalmazottja van 23 országban. Jelen van minden a világ minden jelentősebb offshore szénhidrogéneket kitermelő régiójában, így olyan országokban, mint az Egyesült Államok, Kanada, Brazília, Skócia, Anglia, Norvégia, Egyiptom, Azerbajdzsán, Nigéria, Angola, Kína, Malajzia, Ausztrália.